# McLaren MCL39
McLaren MCL39 je vůz Formule 1 pro sezónu 2025. Jezdecká sestava zůstala opět nezměněná ve složení Lando Norris a Oscar Piastri.

## Vznik
V rozhovoru poskytnutém během zimní pauzy popsal výkonný ředitel Zak Brown vývoj nového vozu, při kterém tým podstupuje "odvážná rizika". V sezóně 2024 se dle něj musel tým znovu naučit vyhrávat, protože promarnil hned několik příležitostí na vítězství např. špatně načasovanými zastávkami v boxech a dalšími strategickými chybami. Přes tyto nedostatky v organizaci týmu však dodal, že ani výkonnost vozu nebyla uspokojivá.
Nový vůz se překvapivě ukázal jako první letošní monopost na okruhu v Silverstone a to ještě před oficiálním zahájením sezóny. Zajímavostí byla jednorázová černo-papájová kamufláž, neboť týmy mají v letošní sezóně zakázáno ukázat zbarvení vozu před zahajovacím ceremoniálem. Ačkoliv letošní monopost vypadá na první pohled velmi podobně jako loňský, podrobnější prohlídka ukazuje výrazné změny a to především v oblasti chladících vstupů a bočnic. Vytvoření prostoru pro nové provedení kapoty motoru si vyžádalo velmi agresivní změny uvnitř vozu. Úpravy proběhly i v oblasti zavěšení s cílem omezit naklánění vozu během akcelerace a brzdění. Dle šéfa týmu Andrea Stelly byla výrazně změněna celá architektura monopostu od předního křídla až po bezpečnostní prvky. Zbarvení vozu bylo představeno na oficiálním zahájení sezóny konaném v Londýnské O2 aréně dne 18. února.

## Výsledky v sezóně 2025

### Předsezónní testování
Během jediného třídenního testu, který se konal v Bahrajnu, ujeli oba jezdci celkem 2062 km/381 kol. Oproti loňským testům je to o 287 km/53 kol více. Piastri během testů dosáhl na 8. a Norris na 13. nejrychlejší čas. Technický šéf Red Bullu Pierre Waché v rozhovoru uvedl, že McLaren opět používá "mini-DRS". Jde o takové provedení zadního křídla, které se pod tlakem vzduchu ve vysoké rychlosti zdeformuje a vytvoří štěrbinu snižující aerodynamický odpor křídla na rovinkách. Tento koncept McLaren používal již na předchozím voze do velké ceny Singapuru, po které byl ze strany FIA zakázán.
Norris během testů vyzdvihnul, že se nový vůz chová velmi podobně jako loňský a zároveň, že rychlostně je na úrovni hlavních konkurentů. Dodal, že v posledních letech nevycházely začátky sezón podle týmových představ. Obavy vyjádřil z nestability zadní části vozu. Během testů vozy McLarenu vynikly především v závodních simulacích, přičemž kvalifikační rychlost byla na úrovni Red Bullu a Ferrari. Ředitel týmu Andrea Stella mírnil očekávání především s ohledem na chladnější podmínky testů, které mohou maskovat některé nedostatky aktuálního monopostu.

### Úvodní závody
V první kvalifikaci sezony McLaren potvrdil vysoká očekávání získáním první řady na startovním poli s 0,3 sekundy dlouhým náskokem na třetího Verstappena. I v proměnlivém počasí, které panovalo nad okruhem Albert Park, udržely oba vozy rychlé tempo a přes drobné potíže vedly závod s výrazným náskokem. Zlom nastal v 45. kole, kdy oba vozy vlivem silného deště vyjely ven z tratě. Norris se dokázal vrátit a pokračoval na prvním místě až do konce závodu. Piastri návrat na trať nezvládnul, trať přejel a uvízl v trávě. Dokázal se ovšem uvolnit vycouváním zpět na asfalt. Po konci Safety caru, který byl nasazen kvůli nehodám dalších jezdců, se probojoval z konce pole na 9. místo.

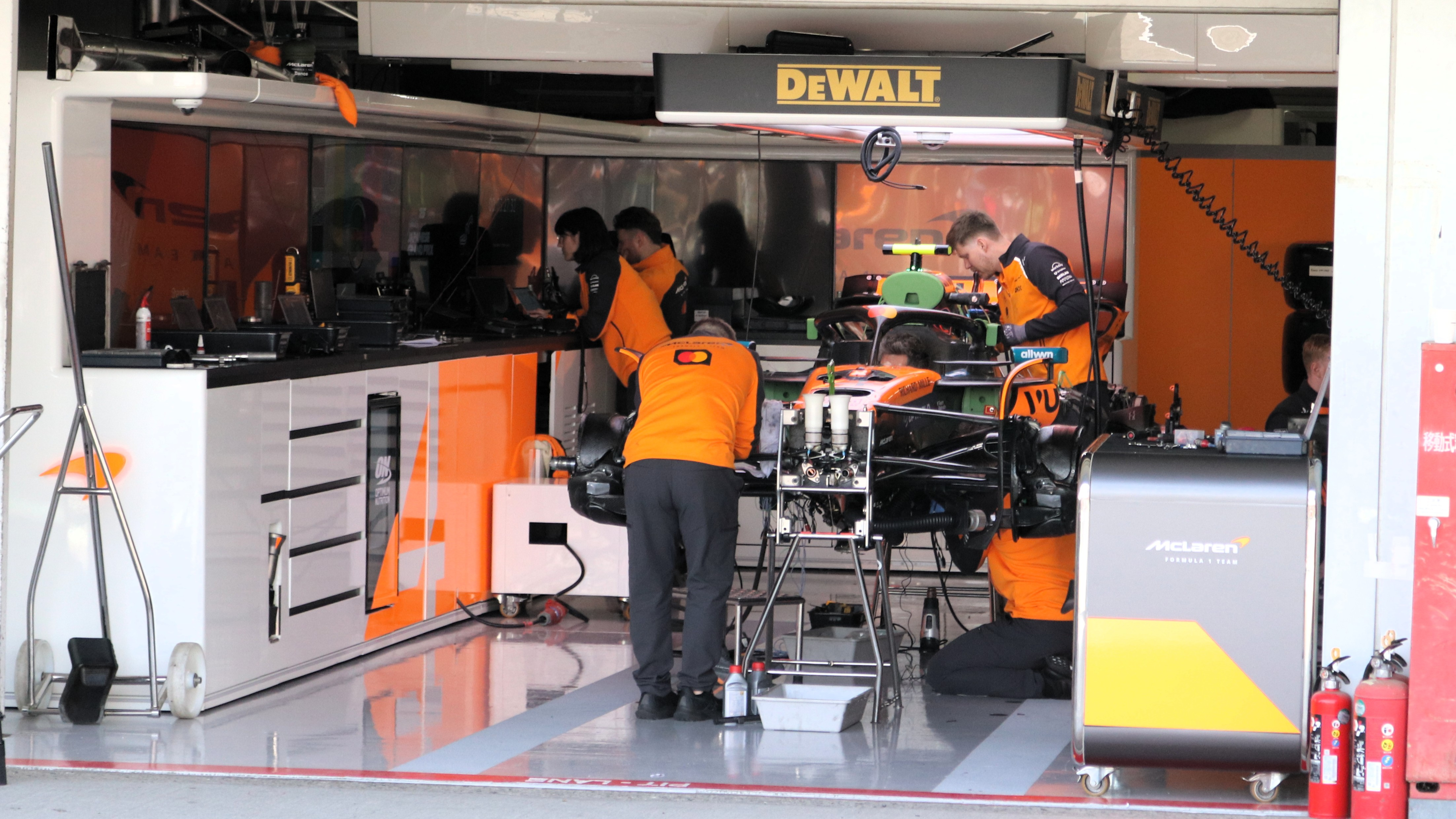
Přípravy monopostu ve čtvrtek před Velkou Cenou Japonska.

Po Australském víkendu snížila FIA dovolenou toleranci průhybu zadního křídla při testu z 2 mm na 0,75 mm pro Čínu a 0,5 mm pro další závody. Ačkoliv se objevily spekulace, že jde o krok proti McLarenu, tým ujistil že tomu tak není a žádné díly na svém voze měnit neplánuje. Norris navíc prohlásil, že by vůz prošel i novým přísnějším testem s rezervou. V rozstřelu před Sprint závodem Velké Ceny Číny Norris získal pouze 6. příčku kvůli chybám v závěrečné části. Kvůli nepovedenému startu a problémům s pneumatikami se propadl o 2 místa a skončil na poslední bodované pozici. Piastri se dokázal umístit na 3. místě a v samotném Sprintu si o pozici polepšil. Do hlavního závodu odstartoval Piastri ze své první pole position a po vydařeném startu vedl celý závod s výjimkou jediné zastávky v boxech. Norris, který v posledním rychlém kole kvalifikace chyboval, odstartoval ze 3. místa. Jeho hlavním soupeřem byl George Russell, kterého předjel v prvních zatáčkách po startu. Během zastávek v boxech svou pozici vůči Russelovi ztratil, ale dokázal jej znovu předjet a získat více než 8 sekund velký náskok. Kvůli zhoršujícímu se problému s brzdami začal ztrácet a nakonec uhájil 2. místo o necelé 2 sekundy. V nevýrazné Velké Ceně Japonska získali Norris a Piasti 2. a 3. místo, ze kterých také startovali.

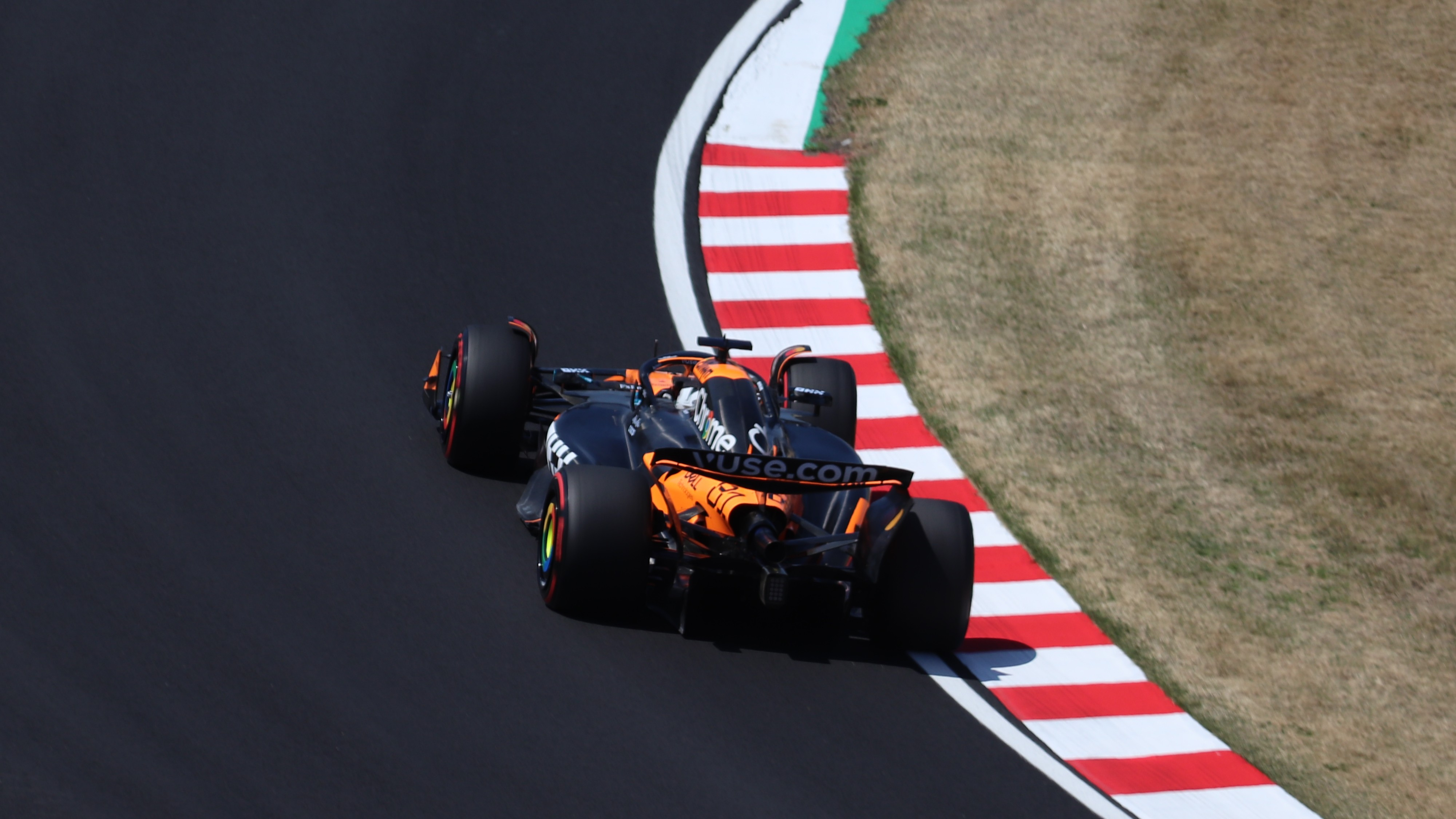
Oscar Piastri za volantem svého vozu během prvního tréninku na okruhu v Suzuce.

V Bahrajnu získal Piastri pole position, když jako jediný jezdec zajel rychlejší čas než 1 minuta a 30 sekund. Norris ovšem dosáhl pouze na 6. příčku a to bez jednoznačné chyby. Sám po kvalifikaci prohlásil, že není dostatečně rychlý a cítí se, jako by nikdy předtím neřídil vůz Formule 1. Piastri po startu udržel vedoucí pozici a postupně ujížděl zbytku pole. O náskok přišel při výjezdu Safety Caru. Po restartu závodu se musel krátce bránit před Mercedesem George Russella, který zariskoval a pro poslední část závodu nasadil měkkou sadu pneumatik. Pozici uhájil a poté si znovu vybudoval velký náskok, o který již nepřišel a získal pro McLaren první vítězství na druhém domovském okruhu. Norris hned na startu získal několik pozic. Brzy ovšem vyplynulo, že stál svým vozem mimo své startovací místo a za tento ulitý start obdržel penalizaci 5 sekund. Při zastávce v boxech tak opět o několik pozic přišel. Následně svedl několik tvrdých soubojů a nakonec dojel na 3. místě. V kvalifikaci pro noční závod v Saúdské Arábii získal Piastri 2. místo. Start zvládnul a vedení závodu nezískal jen proto, že Verstappen vyjel mimo trať. Následný restart po Safety Caru Piastri ustál a během zastávek v boxech se posunul před Verstappena, který se v boxech zdržel o 5 sekund kvůli penalizaci za incident z prvního kola. Po dokončení zastávek ostatních jezdců se posunul na 1. místo, které ji udržel do konce závodu. Norris při svém prvním pokusu v poslední části kvalifikace havaroval a do závodu se vydal z 10. pozice. Závod zahájil, oproti většíně jezdců, na tvrdé směsi pneumatik. Nejprve získal dvě pozice díky kolizi Cunody a Gaslyho. Po několika soubojích a zastávkách boxech ostatních jezdců převzal vedení závodu. Z boxů se vrátil na 5. místo a po předjetí Russella dokončil závod na 4. místě.
Víkend v Miami zahájil Piastri a Norris startem ze 2. a 3. místa do Sprintového závodu. Po deštivém startu překonali oba jezdci Antonelliho. Pořadí jezdců se obrátilo, když těsně před Norrisovou zastávkou vyjel Safety Car a ten se tak dostal do vedení závodu a cílem projel před Piastrim. V kvalifikaci pro hlavní závod byl lepší Norris, který se zařadil vedle Verstappena do první řady. Piastri dosáhl pouze na 4. nejrychlejší čas. Po startu Norris bojoval o první příčku, ale nedokázal se udržet na trati a propadl se o několik pozic. Piastrimu se naopak start podařil, brzy předjel Antonelliho a ve 14. kole se díky probrzdění Verstappena dostal do vedení závodu, které již udržel. Norris se dokázal probojovat za svého týmového kolegu. Oba Papájové vozy následně ujely zbytku pole o více než půl minuty.

### Evropská část a Kanada
Kvalifikaci na okruhu v Imole těsně vyhrál Piastri před Verstappenem, Russelem a jeho týmovým kolegou Norrisem. Start se mu ovšem nevydařil a v druhé zatáčce ztratil vedoucí pozici. Verstappena již potom nedokázal ohrozit a kvůli rozdílné strategii a výjezdu Safety Caru dojel až třetí za svým týmovým kolegou. V úzkých ulicích Monackého knížectví dokázal Norris získat Pole Position, zatímco Piastri startoval z 3. místa. I přes povinné dvě zastávky v boxech nedošlo v závodě k žádné dramatické události a oba jezdci udrželi své pozice. V Barcelonské kvalifikaci získal Piastri pole position a díky zvládnutému startu a dobré strategii závod vyhrál. Norris, který startoval vedle svého týmového kolegy, se na startu propadl za Verstappena. Svou pozici získal zpět ve 13. kole a dojel za svým týmovým kolegou.
V Montréalu dosáhl Piastri na 3. startovní příčku, zatímco Norris do závodu vyrazil až ze 7. místa. Zajímavé je, že Piastri nechtěl na svůj vůz nasadit nové zavěšení, neboť preferoval konzistentní chování svého vozu. Stella po kvalifikaci uvedl, že nové zavěšení funguje správně a na Norrisův výsledek nemělo vliv. Po startu ztratil Piastri místo vůči Antonellimu, zatímco Norris se pomalu probojovával dopředu. V závěru závodu dojel Norris svého týmového kolegu a po několika pokusech o předjetí Norris narazil do svého týmového kolegy a následně do stěny, čímž ztratil přední křídlo a rozbil zavěšení levého kola. Závod tak pro něj skončil, zatímco Piastri dojel zdánlivě nepoškozen do cíle na 4. příčce. Poprvé v této sezóně tedy ani jeden z jezdců McLarenu nestál na podiu. Norris se ještě ve voze omluvil týmu, přijal plnou zodpovědnost a svůj manévr označil za hloupý. Piastri po závodě uvedl, že šlo o smůlu, a nikoliv zlý úmysl a je rád, že tým nechává oba jezdce mezi sebou závodit.
V Rakousku získal pole position Norris s výrazným náskokem přes půl sekundy na druhého Leclerca. Piastri se svým časem zařadil na 3. příčku. V první zatáčce dokázal Leclerca překonat a následně bojoval o vedoucí pozici. Vzájemná nehoda v Kanadě nezměnila postoj McLarenu a jezdci mohli mezi sebou závodit. Přes několik těsných soubojů však Piastri nedokázal Norrise překonat a po pozdní první zastávce v boxech ztratil několik sekund, které již nedokázal získat zpět. Závod dokončil 2,5 sekundy za svým týmovým kolegou.
Před domovskou  Velkou Cenou představil McLaren na Trafalgarském náměstí nové chromované zbarvení vozu s názvem "Legacy at Speed" ("Dědictví v rychlosti"). V pátečním tréninku tým otestoval novou podlahu, kterou už ale po zbytek víkendu nenasadil. Dle týmu nešlo o reakci na výsledek testu, ale předem plánovaný postup. Vylepšení má být použito v dalším víkendu, který je ale sprintový a nebude tam dost času testovat změny na vozu. V nových barvách získali Piastri a Norris těsně za sebou 2. a 3. místo na startu. Po zaváděcím kole za Safety Carem zvládli oba jezdci start a udrželi své pozice. Verstappena nejprve překonal Piastri v 8. kole a následně o 3. kola později i Norris. Při prvním VSC byl odstup mezi vozy dostatečný pro zastávku ve stejném kole, ale Norrisovo zastavení se protáhlo a propadl se za Verstappena. Po zhasnutí světel Safety Caru při jeho druhém výjezdu Piastri prudce přibrzdil a Max jej krátce předjel při svém úhybném manévru. Za toto přibrzdění obdržel 10 sekundovou penalizaci, která jej nakonec stála vítězství. Krátce na to ztratil Verstappen kontrolu nad svým vozem a propadl se do hloubi pole, čímž se Norris vrátil na 2. místo. Oba McLareny pak ujely zbytku závodního pole, přičemž dosahovali až o 2 sekundy na kolo rychlejších časů než zbytek pole. Piastri nedokázal najet na Norrise dostatečný náskok a při své zastávce v boxech přišel o vedení závodu, které již nedokázal získat zpátky. Norris tak poprvé vyhrál svůj domovský závod.
Sprintový víkend v Belgii zahájil Piastri získáním 1. startovního místa v rozstřelu před Verstappenem a Norrisem. Na startu o 1. místo přišel a během krátkého závodu jej nezískal zpět. Norris své 3. místo udržel. V kvalifikaci byl naopak lepší Norris, který těsně překonal Piastriho. Start závodu byl kvůli silnému dešti odložen o hodinu a 20 minut a proběhl za Safety Carem. Norris měl na začátku problémy s baterií i přilnavostí, kterých využil Piastri a získal vedoucí pozici. Norris se držel těsně za ním až do zastávek v boxech. Při nich Norris ztratil několik sekund, neboť zajel o kolo později a navíc měl problém s výměnou jedné z pneumatik. Jako jediný jezdec přezul na tvrdou směs, aby již nemusel přezouvat. Brzy se ale ukázalo, že většina pole bude schopná dokončit závod i na střední směsi. Výhodu odolnějších pneumatik v závěru závodu kvůli několika drobným chybám nebyl schopen využít a do cíle dojel na dohled za svým týmovým kolegou.
Klesající teplota na závěr kvalifikace pro Velkou Cenu Maďarska umožnila Leclercovi překonat oba jezdce McLarenu, kteří se seřadili za ním. Piastri na startu udržel 2. místo i když místo boje o první místo musel naopak bránit svou pozici. Norrisův start ze 3. místa se vydařil a před první zatáčkou útočil na Piastriho, ale následně brzdil příliš brzy a propadl se až na 5. místo. Během závodu přešel na strategii s pouze jednou zastávkou v boxech, čímž se dostal před svého týmového kolegu. Piastri dokázal na trati překonat Leclerca a v závěru závodu dojet Norrise, ale i přes těsný souboj jej nedokázal překonat. Před letní přestávkou tak Norris pro McLaren vybojoval dvousté vítězství.

## Umístění v sezóně 2025
| Legenda k tabulce | Legenda k tabulce                                                                       |
| Barva             | Výsledek                                                                                |
| ----------------- | --------------------------------------------------------------------------------------- |
| Zlatá             | Vítěz                                                                                   |
| Stříbrná          | 2. místo                                                                                |
| Bronzová          | 3. místo                                                                                |
| Zelená            | Bodované umístění                                                                       |
| Modrá             | Nebodované umístění                                                                     |
| Modrá             | Dokončil neklasifikován (NC)                                                            |
| Fialová           | Odstoupil (Ret)                                                                         |
| Červená           | Nekvalifikoval se (DNQ)                                                                 |
| Červená           | Nepředkvalifikoval se (DNPQ)                                                            |
| Černá             | Diskvalifikován (DSQ)                                                                   |
| Bílá              | Nestartoval (DNS)                                                                       |
| Bílá              | Závod zrušen (C)                                                                        |
| Světle modrá      | Pouze trénoval (PO)                                                                     |
| Světle modrá      | Páteční testovací jezdec (TD)                                                           |
| Bez barvy         | Netrénoval (DNP)                                                                        |
| Bez barvy         | Vyřazen (EX)                                                                            |
| Bez barvy         | Nepřijel (DNA)                                                                          |
| Bez barvy         | Odvolal účast (WD)                                                                      |
| Bez barvy         | Nezúčastnil se (prázdné)                                                                |
| Označení          | Význam                                                                                  |
| Tučnost           | Pole position                                                                           |
| Kurzíva           | Nejrychlejší kolo                                                                       |
| †                 | Jezdec nedojel do cíle, ale byl klasifikován, protože odjel více než 90 % délky závodu. |
| ‡                 | Byl udělován poloviční počet bodů, protože bylo odjeto méně než 75 % délky závodu.      |
| Horní index       | Umístění bodujících jezdců ve sprintu                                                   |

| Umístění   | 1. | 2. | 3. | 4. | 5. | 6. | 7. | 8. | 9. | 10. |
| Grand Prix | 25 | 18 | 15 | 12 | 10 | 8  | 6  | 4  | 2  | 1   |
| Sprint     | 8  | 7  | 6  | 5  | 4  | 3  | 2  | 1  |    |     |

V případě rovnosti bodů rozhoduje pravidlo „nejlepších umístění“, tj. výše v celkovém pořadí se umístí jezdec, který má více prvních míst. Pokud je počet shodný, porovnává se počet druhých míst, třetích míst atd. Konečné rozhodnutí vydává FIA.
| Rok  | Šasi          | Motor                                      | Pneu | No. | Jezdci        | 1   | 2   | 3   | 4   | 5   | 6   | 7   | 8   | 9   | 10  | 11  | 12  | 13  | 14  | 15  | 16  | 17  | 18  | 19  | 20  | 21  | 22  | 23  | 24  | Body | Umístění |
| ---- | ------------- | ------------------------------------------ | ---- | --- | ------------- | --- | --- | --- | --- | --- | --- | --- | --- | --- | --- | --- | --- | --- | --- | --- | --- | --- | --- | --- | --- | --- | --- | --- | --- | ---- | -------- |
| 2025 | McLaren MCL39 | Mercedes-AMG F1 M16 E Performance 1.6 V6 t | P    |     |               | AUS | CHN | JPN | BHR | SAU | MIA | EMI | MON | ESP | CAN | AUT | GBR | BEL | HUN | NLD | ITA | AZE | SGP | USA | MXC | SAP | LVG | QAT | ABU | 559* | 1.*      |
| 2025 | McLaren MCL39 | Mercedes-AMG F1 M16 E Performance 1.6 V6 t | P    | 4   | Lando Norris  | 1   | 28  | 2   | 3   | 4   | 21  | 2   | 1   | 2   | 18† | 1   | 1   | 23  | 1   |     |     |     |     |     |     |     |     |     |     | 559* | 1.*      |
| 2025 | McLaren MCL39 | Mercedes-AMG F1 M16 E Performance 1.6 V6 t | P    | 81  | Oscar Piastri | 9   | 12  | 3   | 1   | 1   | 12  | 3   | 3   | 1   | 4   | 2   | 2   | 12  | 2   |     |     |     |     |     |     |     |     |     |     | 559* | 1.*      |